# Tournoi féminin de football aux Jeux des îles 2011
Navigation
Édition précédente Bermudes 2013
Les Jeux des îles 2011 ont lieu sur l'île de Wight et comprennent la sixième édition du tournoi de football féminin disputé dans le cadre de la compétition multi-jeux.
Les Åland ont remporté le tournoi pour la troisième fois en battant en finale le Groenland 5 à 1.

## Participants

île de Wight

| Åland                |
| Gotland              |
| Gibraltar            |
| Groenland            |
| Hébrides extérieures |
| Hitra                |
| Île de man           |
| île de Wight         |
| Jersey               |
| Saaremaa             |

## Phase de groupes

### Groupe A
| Équipe       | J | V | N | D | BM | BE | DB  | Pts |
| ------------ | - | - | - | - | -- | -- | --- | --- |
| Åland        | 3 | 2 | 1 | 0 | 12 | 1  | +11 | 7   |
| île de Wight | 3 | 1 | 2 | 0 | 6  | 3  | +3  | 5   |
| Jersey       | 3 | 1 | 1 | 1 | 8  | 8  | 0   | 4   |
| Hitra        | 3 | 0 | 0 | 3 | 1  | 15 | -14 | 0   |

Afin d’atteindre la parité avec les autres groupes, composés de trois équipes, les résultats de la dernière équipe du groupe A ont été rayés du tableau afin de calculer quelles équipes passeraient en demi-finales et lesquelles joueraient dans les matches pour la cinquième place, la septième place et la neuvième place.
| Équipe       | J | V | N | D | BM | BE | DB | Pts |
| ------------ | - | - | - | - | -- | -- | -- | --- |
| Åland        | 2 | 1 | 1 | 0 | 6  | 1  | +5 | 4   |
| île de Wight | 2 | 0 | 2 | 0 | 3  | 3  | 0  | 2   |
| Jersey       | 2 | 0 | 1 | 1 | 2  | 7  | -5 | 1   |

| 26 juin 2011 | Åland                                                                                | 5 - 0 | Jersey |  |
|              | Julia Andersson 16e 40e · Josefine Flöjt 22e · Hannah Salmén 74e · Anna Eriksson 82e |       |        |  |
|              | (Rapport)                                                                            |       |        |  |

| 26 juin 2011 | île de Wight | 3 - 0 | Hitra |  |  |
|              |              |       |       |  |  |
|              | (Rapport)    |       |       |  |  |

| 27 juin 2011 | Åland                | 1 - 1 | île de Wight            |  |  |
|              | Rebecca Björkvall 3e |       | 69e Danielle Merryfield |  |  |
|              | (Rapport)            |       |                         |  |  |

| 27 juin 2011 | Jersey                                                               | 6 - 1 | Hitra             |  |  |
|              | Kerry Sauvage 10e 63e · Jodie Botterill 20e 42e 86e · Tara Marie 39e |       | 35e Nina Antonsen |  |  |
|              | (Rapport)                                                            |       |                   |  |  |

| 28 juin 2011 | île de Wight                                  | 2 - 2 | Jersey                                  |  |  |
|              | Danielle Merryfield 32e · Samantha Hayles 36e |       | 16e Jodie Botterill · 46e Rebecca Darts |  |  |
|              | (Rapport)                                     |       |                                         |  |  |

| 28 juin 2011 | Åland                                                                                     | 6 - 0 | Hitra |  |
|              | Adelina Engman 11e 13e · Josefine Flöjt 19e · Ellen Ahlström 20e 82e · Lisa Klingberg 47e |       |       |  |
|              | (Rapport)                                                                                 |       |       |  |

### Groupe B
| Équipe     | J | V | N | D | BM | BE | DB  | Pts |
| ---------- | - | - | - | - | -- | -- | --- | --- |
| Île de man | 2 | 2 | 0 | 0 | 12 | 1  | +11 | 6   |
| Groenland  | 2 | 1 | 0 | 1 | 9  | 3  | +6  | 3   |
| Gibraltar  | 2 | 0 | 0 | 2 | 0  | 17 | -17 | 0   |

| 26 juin 2011 | Île de man | 9 - 0 | Gibraltar |  |
|              | Jade Burden 10e 51e 53e · Eleanor Gawne 25e 40e · Gillian Christian 44e · Kym Hicklin 45e · Maxine Smalley 64e · Donna Harrison 84e |       |           |  |
|              | (Rapport) |       |           |  |

| 27 juin 2011 | Île de man                                                  | 3 - 1 | Groenland             |  |  |
|              | Jade Burden 14e · Gillian Christian 56e · Eleanor Gawne 85e |       | 26e Tobiasine Abelsen |  |  |
|              | (Rapport)                                                   |       |                       |  |  |

| 28 juin 2011 | Groenland | 8 - 0 | Gibraltar |  |
|              | Bebiane V. Johnsen 10e · Manumina Reimer 41e · Arnaq Bourup Egede 44e 74e 81e · Aviana Reimer 50e · Birthe Ugpernângitsok 61e 68e |       |           |  |
|              | (Rapport) |       |           |  |

### Groupe C
| Équipe               | J | V | N | D | BM | BE | DB | Pts |
| -------------------- | - | - | - | - | -- | -- | -- | --- |
| Hébrides extérieures | 2 | 1 | 1 | 0 | 2  | 0  | +2 | 4   |
| Saaremaa             | 2 | 1 | 0 | 1 | 1  | 2  | -1 | 3   |
| Gotland              | 2 | 0 | 1 | 1 | 0  | 1  | -1 | 1   |

| 26 juin 2011 | Saaremaa             | 1 - 0 | Gotland |  |
|              | Annemarie Randla 37e |       |         |  |
|              | (Rapport)            |       |         |  |

| 27 juin 2011 | Hébrides extérieures                   | 2 - 0 | Saaremaa |  |
|              | Michelle Paton 34e · Louise Martin 79e |       |          |  |
|              | (Rapport)                              |       |          |  |

| 28 juin 2011 | Hébrides extérieures | 0 - 0 | Gotland |  |  |
|              |                      |       |         |  |  |
|              | (Rapport)            |       |         |  |  |

## Phase à élimination directe

### Tableau final

#### Demi-finale
| 30 juin 2011 | Åland                                                                                          | 6 - 1 | Groenland         |  |  |
|              | Victoria Eriksson 47e · Lisa Klingberg 53e 56e · Maryette Karring 65e · Emma Liljegren 67e 80e |       | 78e Aviana Reimer |  |  |
|              | (Rapport)                                                                                      |       |                   |  |  |

| 30 juin 2011 | Île de man                                                         | 4 - 0 | Hébrides extérieures |  |
|              | Eleanor Gawne 25e 44e · Sarah O'Reilly 60e · Gillian Christian 71e |       |                      |  |
|              | (Rapport)                                                          |       |                      |  |

#### 9eplace
| 30 juin 2011 | Hitra                                                                                         | 5 - 0 | Gibraltar |  |
|              | Synnove Mjor Wingan 10e 25e · Kristin Jorgensen 53e · Kirsti Sandstad 58e · Nina Antonsen 67e |       |           |  |
|              | (Rapport)                                                                                     |       |           |  |

#### 7eplace
| 30 juin 2011 | Gotland                                   | 2 - 1 | Jersey             |  |  |
|              | Olivia Yttergren 35e · Linnea Larsson 46e |       | 11e Jessica Vieira |  |  |
|              | (Rapport)                                 |       |                    |  |  |

#### 5eplace
| 30 juin 2011 | île de Wight         | 2 - 0 | Saaremaa |  |
|              | Sarah Wright 51e 59e |       |          |  |
|              | (Rapport)            |       |          |  |

#### 3eplace
| 1er juillet 2011 | Groenland                | 1 - 0 | Hébrides extérieures |  |
|                  | Karoline Malakiassen 75e |       |                      |  |
|                  | (Rapport)                |       |                      |  |

#### Finale
| 1er juillet 2011 | Åland                                                                                       | 5 - 1 | Île de man     |  |  |
|                  | Adelina Engman 26e 45e · Lisa Klingberg 29e · Emma Liljegren 44e · Stephanie Hall 67e (csc) |       | 4e Jade Burden |  |  |
|                  | (Rapport)                                                                                   |       |                |  |  |

## Classements

### Classement final
| No  | Équipe               |
| --- | -------------------- |
| 1er | Åland                |
| 2e  | Île de man           |
| 3e  | Groenland            |
| 4e  | Hébrides extérieures |
| 5e  | île de Wight         |
| 6e  | Saaremaa             |
| 7e  | Gotland              |
| 8e  | Jersey               |
| 9e  | Hitra                |
| 10e | Gibraltar            |

### Classement des buteurs
| 6 buts - Lisa Klingberg - Adelina Engman 5 buts - Jade Burden 4 buts - Eleanor Gawne - Jodie Botterill 3 buts - Arnaq Bourup Egede - Emma Liljegren 2 buts - Birthe Ugpernângitsok - Aviana Reimer - Gillian Christian - Gillian Christian - Synnove Mjor Wingan - Nina Antonsen - Kerry Sauvage - Danielle Merryfield - Julia Andersson - Ellen Ahlström - Josefine Flöjt | 1 buts - Annemarie Randla - Michelle Paton - Louise Martin - Olivia Yttergren - Linnea Larsson - Karoline Malakiassen - Tobiasine Abelsen - Bebiane V. Johnsen - Manumina Reimer - Kym Hicklin - Maxine Smalley - Donna Harrison - Sarah O'Reilly - Kristin Jorgensen - Kirsti Sandstad - Jessica Vieira - Rebecca Darts - Tara Marie - Sarah Wright - Samantha Hayles - Hannah Salmén - Anna Eriksson - Rebecca Björkvall - Victoria Eriksson - Maryette Karring 1 but contre son camp (csc) - Stephanie Hall |  |